# اسپیتزینگزی
روستای اسپیتزینگ‌زه در ایالت بایرن آلمان اسپیتزینگ‌زه یک روستای کوچک کوهستانی در جنوب ایالت بایرن آلمان است که به‌خاطر دریاچهٔ زیبای اسپیتزینگ‌زه و طبیعت بکر آلپی اطراف آن شهرت دارد. این روستا با حدود ۲۰۰ نفر جمعیت دائمی، بخشی از شهر شلیرزی در ناحیهٔ میزباخ است. به دلیل چشم‌اندازهای کم‌نظیر کوهستانی و دسترسی نسبتاً آسان از مونیخ، اسپیتزینگ‌زه یکی از مقاصد محبوب گردشگری در تمام فصول سال به‌شمار می‌رود.

#### موقعیت جغرافیایی و مشخصات طبیعی
روستای کوهستانی اسپیتزینگ‌زه در ارتفاع حدود ۱۰۸۴ متر از سطح دریا در بخش آلپ باواریای شمالی (رشته‌کوه‌های منگفال) واقع شده است. این آبادی در ساحل شرقی دریاچهٔ اسپیتزینگ‌زه قرار دارد و زیرمجموعهٔ اداری شهر شلیرزی (بازار-شهری در ناحیهٔ میزباخ) محسوب می‌شود. اسپیتزینگ‌زه در حدود ۵ کیلومتری جنوب دریاچهٔ شلیرزی و حدود ۸۰ کیلومتری جنوب‌شرقی شهر مونیخ واقع شده است.  پیرامون این روستا را جنگل‌های انبوه کوهستانی و قله‌های آلپی فرا گرفته‌اند که چشم‌اندازی تماشایی به روستا و دریاچه بخشیده‌اند. آب‌وهوای منطقه کوهستانی و مرطوب است و زمستان‌هایی سرد همراه با بارش برف قابل توجه دارد. 

#### تاریخچه و پیشینه تاریخی
سکونت انسانی در ناحیه اسپیتزینگ‌زه تا پیش از توسعه گردشگری بسیار محدود بود و این منطقه عمدتاً به‌عنوان مرتع تابستانی دامداران و شکارگاه اشراف مورد استفاده قرار می‌گرفت. یکی از قدیمی‌ترین بناهای منطقه کلبه‌ای به نام آلته وورتس‌هوتّه است که در سال ۱۷۲۰ میلادی تأسیس شد و در آن مشروب گیاهی حاصل از ریشه ژنتیان تقطیر می‌شد. این کلبه به مرور به یک اقامتگاه روستایی مهم تبدیل گردید و نشان می‌دهد که حتی در قرون گذشته نیز رفت‌وآمدهایی به این دره صورت می‌گرفته است.

#### جاذبه‌های گردشگری
دریاچهٔ اسپیتزینگ‌زه مهم‌ترین جاذبهٔ طبیعی این روستاست که با آب زلال و مناظر کوهستانی اطراف، گردشگران بسیاری را به خود جذب می‌کند. مسیری به طول حدود ۳ کیلومتر گرداگرد دریاچه احداث شده که برای پیاده‌روی و دوچرخه‌سواری مناسب است. در حاشیهٔ دریاچه مکان‌هایی برای استراحت و لذت‌بردن از چشم‌انداز وجود دارد؛ از جمله کافه‌رستوران‌های سنتی که در آن‌ها می‌توان خوراکی‌ها و شیرینی‌های محلی باواریایی مانند «کایزرشمارن» و اشتریدل سیب را صرف کرد. در مرکز روستا کلیسای کوچک سنت برنهارد قرار دارد که در سال ۱۹۳۸ افتتاح شده و عنوان مرتفع‌ترین کلیسای پاریشی آلمان را دارد. این کلیسا که وقف سنت برنهارد (قدیس حامی کوه‌نوردان و اسکی‌بازان) است، خود به یکی از دیدنی‌های فرهنگی روستا بدل شده و بازدید از آن برای علاقه‌مندان خالی از لطف نیست.

#### مسیرهای دسترسی و حمل‌ونقل
مسیر دسترسی اصلی به اسپیتزینگ‌زه یک جاده کوهستانی فرعی (جاده اسپیتزینگ‌زه) است که از جادهٔ B307 بین شهرهای شلیرزی و بایریش‌تسل منشعب می‌شود. فاصله این روستا از شهر مونیخ حدود ۸۰ کیلومتر است که با خودرو در حدود یک ساعت طی می‌شود. در ماه‌های زمستان ممکن است استفاده از زنجیر چرخ برای خودروها توصیه شود، هرچند معمولاً این جاده به‌خوبی برف‌روبی و باز نگاه داشته می‌شود. نزدیک‌ترین ایستگاه قطار به اسپیتزینگ‌زه، ایستگاه فیش‌هاوزن-نوهاوز (واقع در بخش شلیرزی) است که حدود ۷ کیلومتر با روستا فاصله دارد.